# Isetta of Great Britain

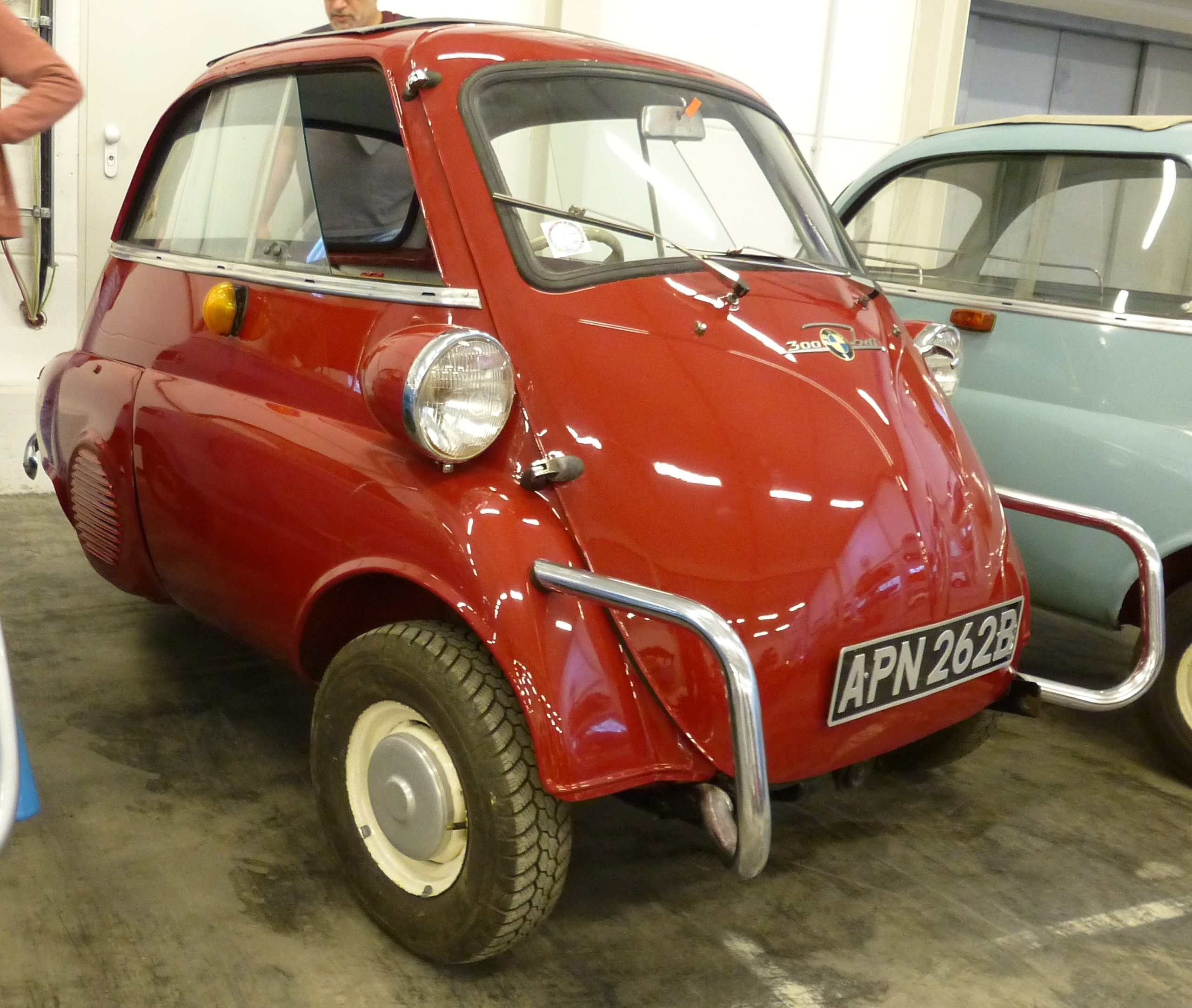
BMW Isetta von Isetta of Great Britain

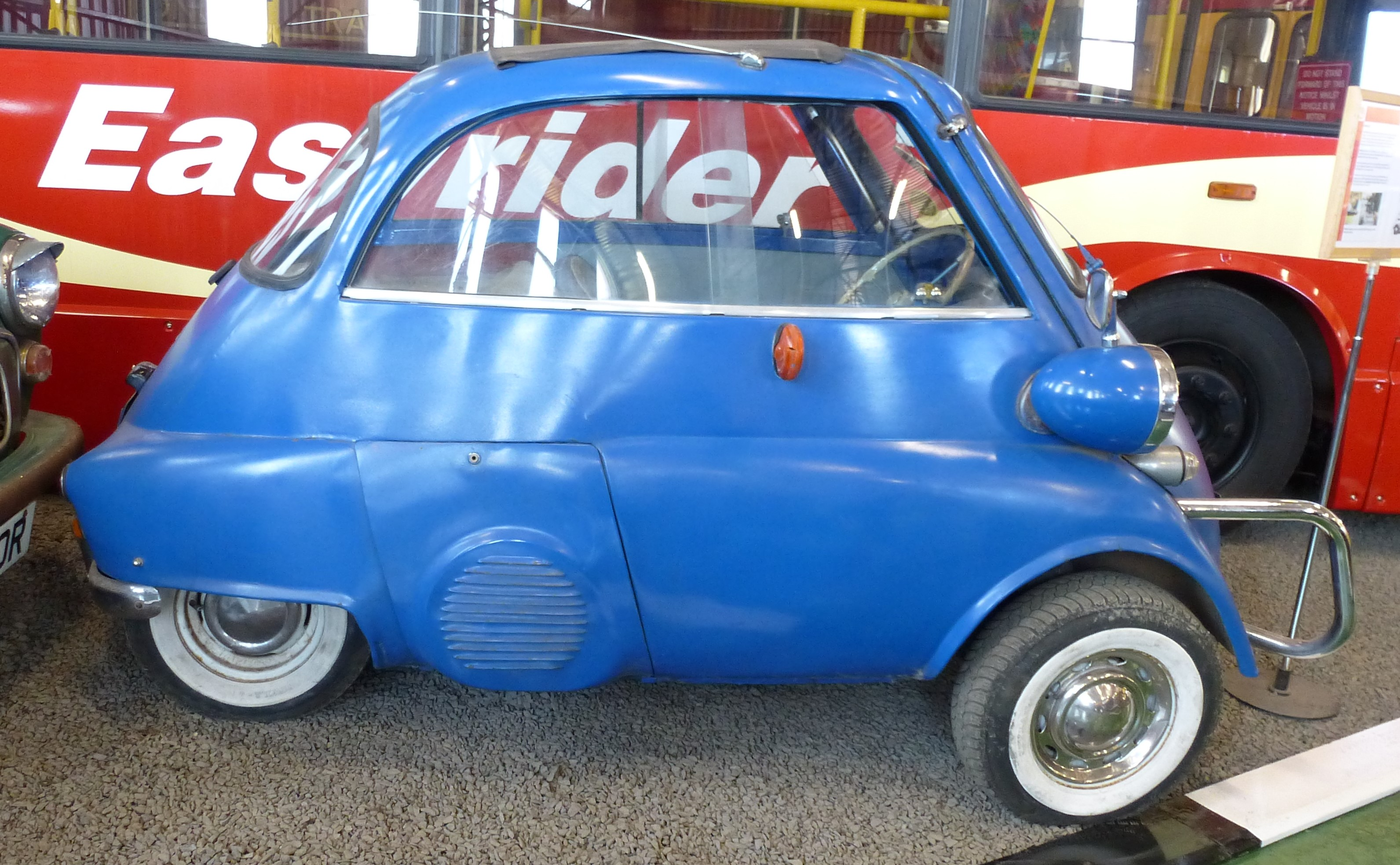
Seitenansicht

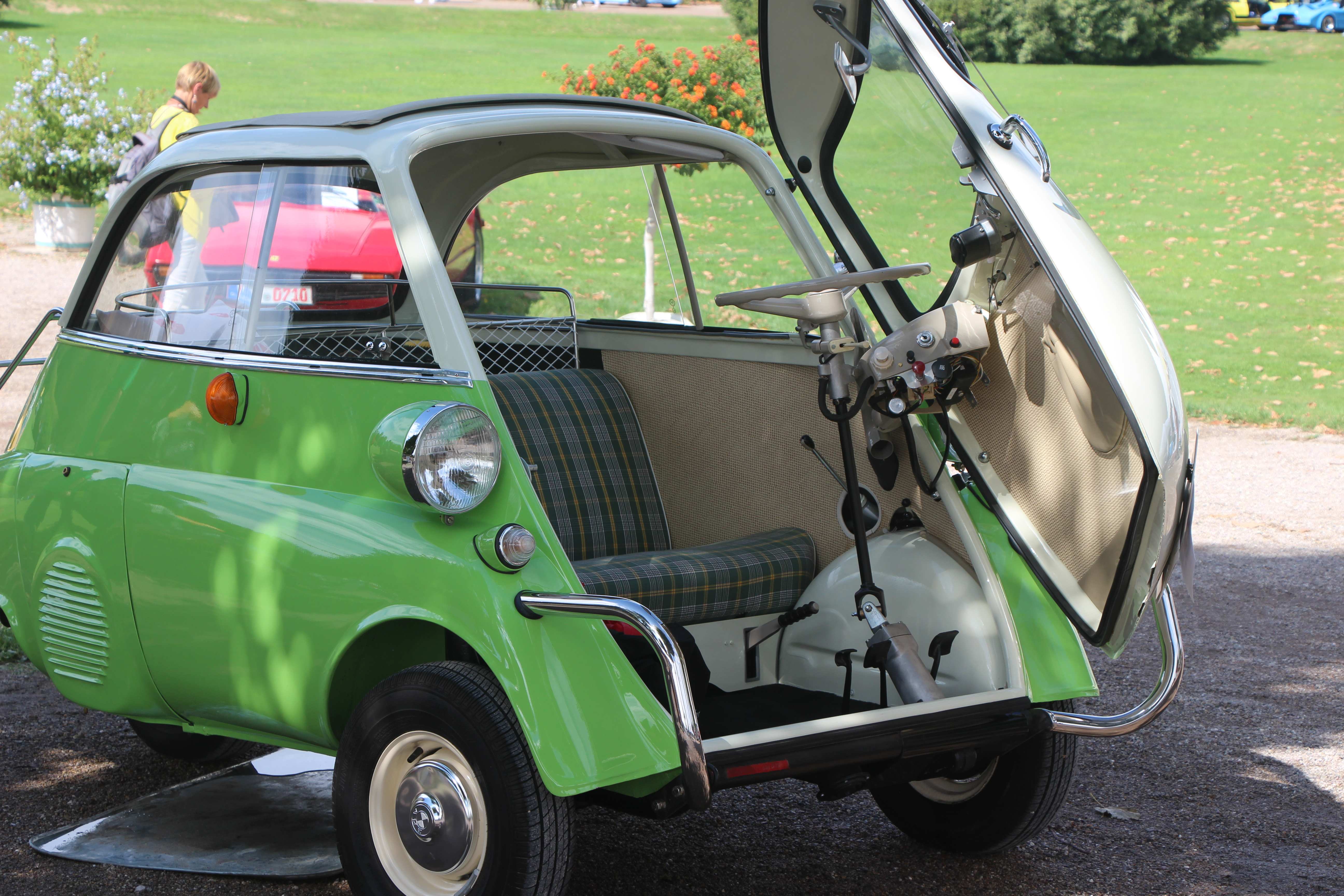
Blick in den Innenraum mit Lenksäule und Bedienelementen samt Pedalerie

Isetta of Great Britain war ein britischer Hersteller von Automobilen.

## Vorgeschichte
Iso Rivolta hatte 1952/53 die Iso Isetta entwickelt und 1953 auf dem Turiner Autosalon präsentiert. BMW erwarb eine Lizenz, überarbeitete das Konzept und brachte das Fahrzeug als BMW Isetta auf den Markt. AFN, Hersteller des Frazer Nash und offizieller Partner von BMW, präsentierte 1955 ein Fahrzeug auf seinem Stand auf der Earls Court Motor Show im Earls Court Exhibition Centre. Da AFN aber lieber die teuren Sportwagen von BMW wie den BMW 507 vertrieb, waren seine Absatzbemühungen für die Isetta laut einer Quelle lax. Die Sueskrise und die darauf folgende Benzinknappheit erhöhten das Interesse des Publikums an diesem sparsamen Fahrzeug. AFN bot sowohl der Standard Motor Company als auch Armstrong Siddeley vergebens die Vermarktung des Wagens an. Daraufhin kam Ronald J. Ashley ins Spiel.

## Unternehmensgeschichte
Ashley saß im Vorstand von Armstrong Siddeley. Er gründete 1956 das neue Unternehmen in Brighton. Am 2. April 1957 fand vor über 200 Händlern und potenziellen Großkunden im Hotel The Dorchester in London die Vorstellung statt. Am 15. April 1957 begann die Produktion. Eine andere Quelle bestätigt den Beginn der Montage im April 1957. Der Markenname lautete BMW.
Der Vertrieb erfolgte nicht nur in Großbritannien, sondern auch nach Skandinavien und Länder des Commonwealth of Nations. So kam ein Auftrag über 1000 Fahrzeuge aus Kanada.
Im Sommer 1959 erschien mit dem Mini ein starker Konkurrent in dem Preissegment. Dennoch endete erst 1964 die Produktion. Insgesamt entstanden rund 30.000 Fahrzeuge.
Es ist nicht bekannt, ob das Unternehmen sofort nach Produktionsaufgabe aufgelöst wurde.

## Fahrzeuge
Das einzige Modell entsprach weitgehend der BMW Isetta. Genannt werden neben der Ausführung als Motocoupé Cabriolet, Pick-up und möglicherweise auch Kastenwagen. Zunächst kamen viele Teile von deutschen Zulieferern. Später lieferten Lucas Industries, Lockheed, Bendix, Girling, Smiths und andere britische Unternehmen zwei Drittel der Teile.
Die meisten Fahrzeuge waren Dreiräder, die in Großbritannien Vorteile bezüglich Kraftfahrzeugsteuer und Führerschein boten. Da dort Linksverkehr gilt, wurden viele Fahrzeuge als Rechtslenker ausgeliefert. Der Motor befand sich wie beim Original rechts hinter der Sitzbank. Da außerdem der Fahrer rechts saß, war das meiste Gewicht auf der rechten Seite. Als Ausgleich wurde links ein 70-kg-Gewicht montiert. Dieses Zusatzgewicht erforderte den Einbau des stärkeren Motors mit 300 cm³ Hubraum, während es die BMW Isetta vorwiegend mit einem 250-cm³-Motor gab.
Ein optisches Unterscheidungsmerkmal zum Original sind die vorderen Stoßbügel bei etlichen Fahrzeugen. Sie entspringen den vorderen Kotflügeln, verlaufen von dort relativ waagerecht nach vorne, dann relativ gerade senkrecht nach unten und verschwinden von dort unterhalb der Fronttür. Sie behinderten den Zustieg nicht so sehr wie bei der US-Version der BMW Isetta, bei der die Stoßbügel weiter innen verliefen und die außerdem eine vordere Stoßstange auf der Tür hatte.